# Pungs-Finch Auto and Gas Engine Company
Pungs-Finch Auto and Gas Engine Company war ein US-amerikanischer Hersteller von Automobilen.

## Unternehmensgeschichte
W. A. Pungs stellte ursprünglich Boote her. Sein Schwiegersohn E. B. Finch hatte an der University of Michigan studiert, war Ingenieur und hatte bereits 1902 ein Automobil hergestellt. Zusammen gründeten sie 1904 das Unternehmen in Detroit in Michigan. Sie übernahmen die Sintz Gas Engine Company und begannen mit der Produktion von Automobilen. Der Markenname lautete Pungs-Finch.
1908 verließ Finch das Unternehmen im Streit. Pungs machte alleine weiter. 1910 endete die Produktion. Insgesamt entstanden  mehrere hundert Fahrzeuge.

## Fahrzeuge
1904 gab es den 14 HP. Sein Zweizylindermotor leistete 14 PS. Das Fahrgestell hatte 193 cm Radstand. Der Aufbau war ein Runabout mit zwei Sitzen. Größer und stärker war der 20 HP. Sein Zweizylindermotor leistete 20 PS. Der Radstand von 234 cm ermöglichte einen Aufbau als Canopy Top Tonneau.
1905 erschienen zwei Modelle mit Vierzylindermotoren. Im Model D leistete er 20 PS. Der Radstand betrug 203 cm. Die Fahrzeuge waren als Tonneau mit Heckeinstieg karosseriert. Das Model F hatte einen 24-PS-Motor. Der Radstand maß 246 cm. Es waren Tonneaus mit seitlichen Einstieg.

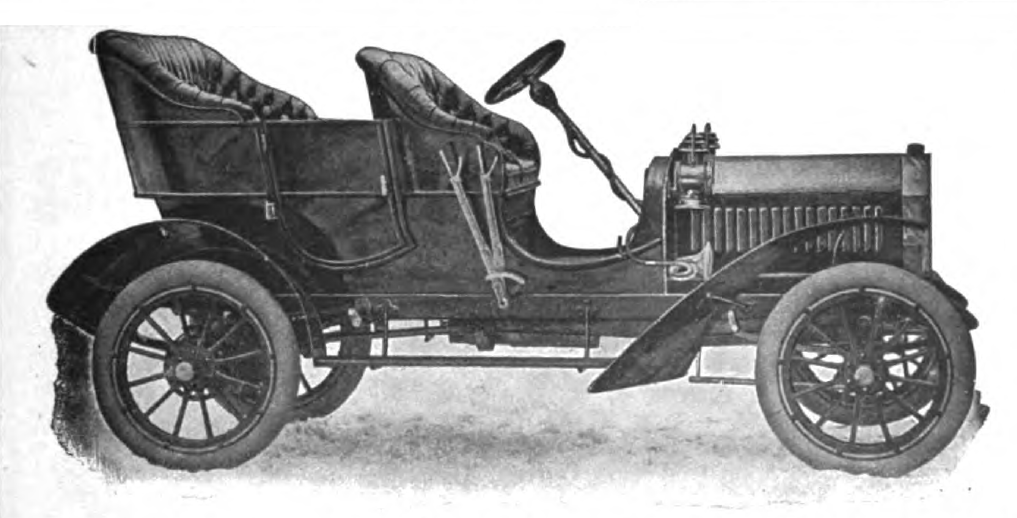
Pungs Finch (1906)

1906 wurde das Model F überarbeitet. 22 PS Motorleistung, 249 cm Radstand und ein fünfsitziger Aufbau als Tourenwagen waren nun seine Daten. Im Model H war der Motor mit 28/32 PS angegeben. Der Radstand betrug 269 cm. Karosseriebauform war ebenfalls ein fünfsitziger Tourenwagen. Spitzenmodell war der Finch Limited. Zwei Quellen geben übereinstimmend 8652 cm³ Hubraum an. Eine andere Quelle nennt 146,05 mm Bohrung und 158,75 mm Hub, woraus sich 10.638 cm³ Hubraum ergeben. Die Motorleistung war mit 50/60 PS angegeben. Der Radstand maß 282 cm. Angeboten wurden Tourenwagen mit sieben Sitzen und Roadster mit zwei Sitzen. Laut einer Quelle entstand nur ein Roadster.
1907 erschien das Model 35. Der Motor leistete 40 PS, der Radstand betrug 269 cm und der Aufbau war ein Runabout mit drei Sitzen. Das Model F wurde beibehalten und um einen zweisitzigen Runabout ergänzt. Im Model H war die Motorleistung auf 40 PS erhöht und der Radstand auf 279 cm verlängert worden.
1908 blieben Model 35 und Model F unverändert. Beim Model H wurde der Radstand wieder auf 269 cm gekürzt. Neu war der 50 HP. 50 PS Motorleistung, 295 cm Radstand und eine Tourenwagenkarosserie waren seine Daten.
1909 änderte sich nichts beim Model F. Bei Model 35 und Model H war der Motor nun mit 38/40 PS angegeben. Der 50 HP entfiel.
1910 wurde beim Model F der Radstand auf 254 cm verlängert. Das bisherige Model 35 wurde zum Model H. Der Motor war nun wieder mit 40 PS angegeben.
Ein Finch Limited existiert noch.

## Modellübersicht
| Jahr | Modell        | Zylinder | Leistung (PS) | Radstand (cm) | Aufbau                                  |
| ---- | ------------- | -------- | ------------- | ------------- | --------------------------------------- |
| 1904 | 14 HP         | 2        | 14            | 193           | Runabout 2-sitzig                       |
| 1904 | 20 HP         | 2        | 20            | 234           | Canopy Top Tonneau                      |
| 1905 | Model D       | 4        | 20            | 203           | Rear Entrance Tonneau                   |
| 1905 | Model F       | 4        | 24            | 246           | Side Entrance Tonneau                   |
| 1906 | Model F       | 4        | 22            | 249           | Tourenwagen 5-sitzig                    |
| 1906 | Model H       | 4        | 28/32         | 269           | Tourenwagen 5-sitzig                    |
| 1906 | Finch Limited | 4        | 50/60         | 282           | Tourenwagen 7-sitzig, Roadster 2-sitzig |
| 1907 | Model 35      | 4        | 40            | 269           | Runabout 3-sitzig                       |
| 1907 | Model F       | 4        | 22            | 249           | Tourenwagen 5-sitzig, Runabout 2-sitzig |
| 1907 | Model H       | 4        | 40            | 279           | Tourenwagen 5-sitzig                    |
| 1908 | Model 35      | 4        | 40            | 269           | Runabout 3-sitzig                       |
| 1908 | Model 50      | 4        | 50            | 295           | Tourenwagen                             |
| 1908 | Model F       | 4        | 22            | 249           | Tourenwagen 5-sitzig, Runabout 2-sitzig |
| 1908 | Model H       | 4        | 40            | 269           | Tourenwagen 5-sitzig                    |
| 1909 | Model 35      | 4        | 38/40         | 269           | Runabout 3-sitzig                       |
| 1909 | Model F       | 4        | 22            | 249           | Tourenwagen 5-sitzig, Runabout 2-sitzig |
| 1909 | Model H       | 4        | 38/40         | 269           | Tourenwagen 5-sitzig                    |
| 1910 | Model F       | 4        | 22            | 254           | Tourenwagen 5-sitzig, Runabout 2-sitzig |
| 1910 | Model H       | 4        | 40            | 269           | Tourenwagen 5-sitzig, Runabout 3-sitzig |